# Lärjungen
Lärjungen é um filme de drama finlandês de 2013 dirigido e escrito por Ulrika Bengts. Foi selecionado como representante da Finlândia à edição do Oscar 2014, organizada pela Academia de Artes e Ciências Cinematográficas.

## Elenco
- Niklas Groundstroem - Hasselbond
- Patrik Kumpulainen - Gustaf Hasselbond
- Erik Lönngren - Karl Berg
- Amanda Ooms - Dorrit Hasselbond
- Sampo Sarkola - Lecturer Ajander
- Ping Mon Wallén - Emma Hasselbond
- Philip Zandén - Hallström